# Búnkeres de Albendín
Los búnkeres de Albendín son una serie de búnkeres situados en Albendín, en el municipio español de Baena (Córdoba).
Fueron utilizados por el bando sublevado durante la guerra civil española.

## Historia
Los búnkeres de Albendín, con referencia CO-CAS-155, se encuentran en su población homóloga, en el término municipal de Baena, en la provincia de Córdoba. Fue construido en 1938 por las tropas franquistas bajo el mando de Gonzalo Queipo de Llano, que habían ocupado esta zona de la campiña cordobesa en el invierno de 1936. Los búnkeres se encuentran actualmente en un estado de conservación óptimo.

## Galería de imágenes

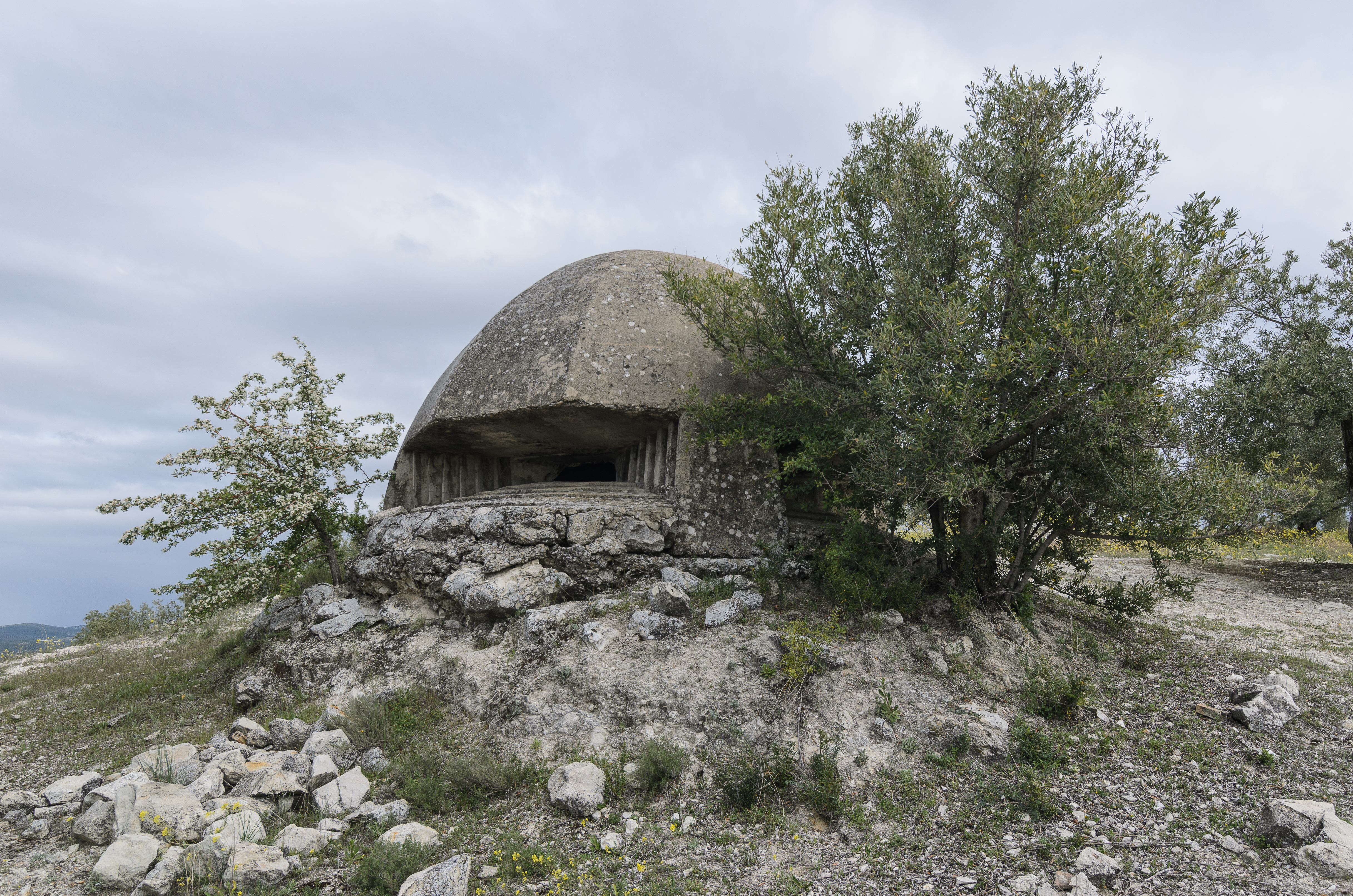
Vista exterior 1 de uno de los búnkeres de Albendín en abril de 2016.
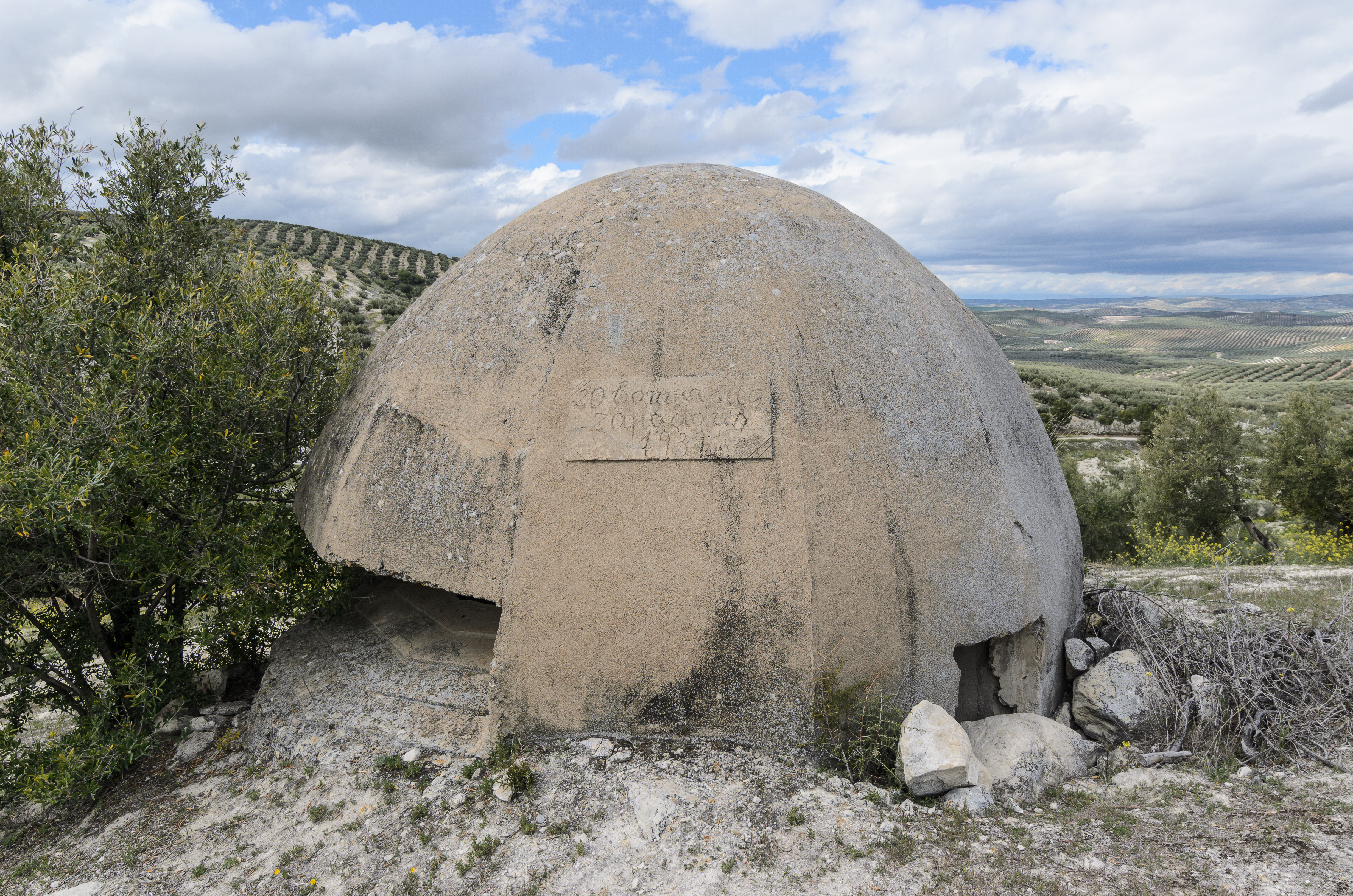
Vista exterior 2 de uno de los búnkeres de Albendín en abril de 2016.
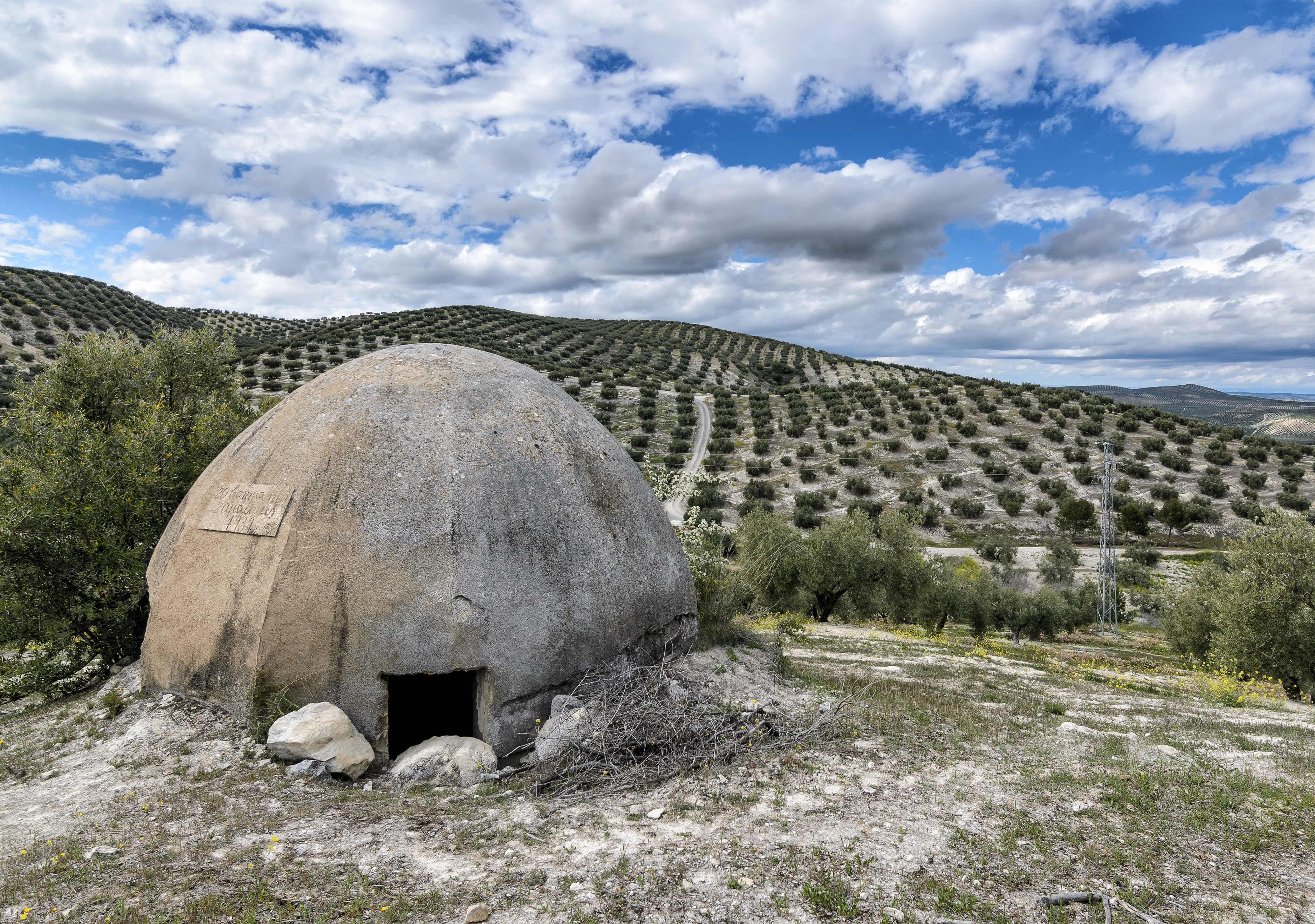
Vista exterior 3 de uno de los búnkeres de Albendín en abril de 2016.
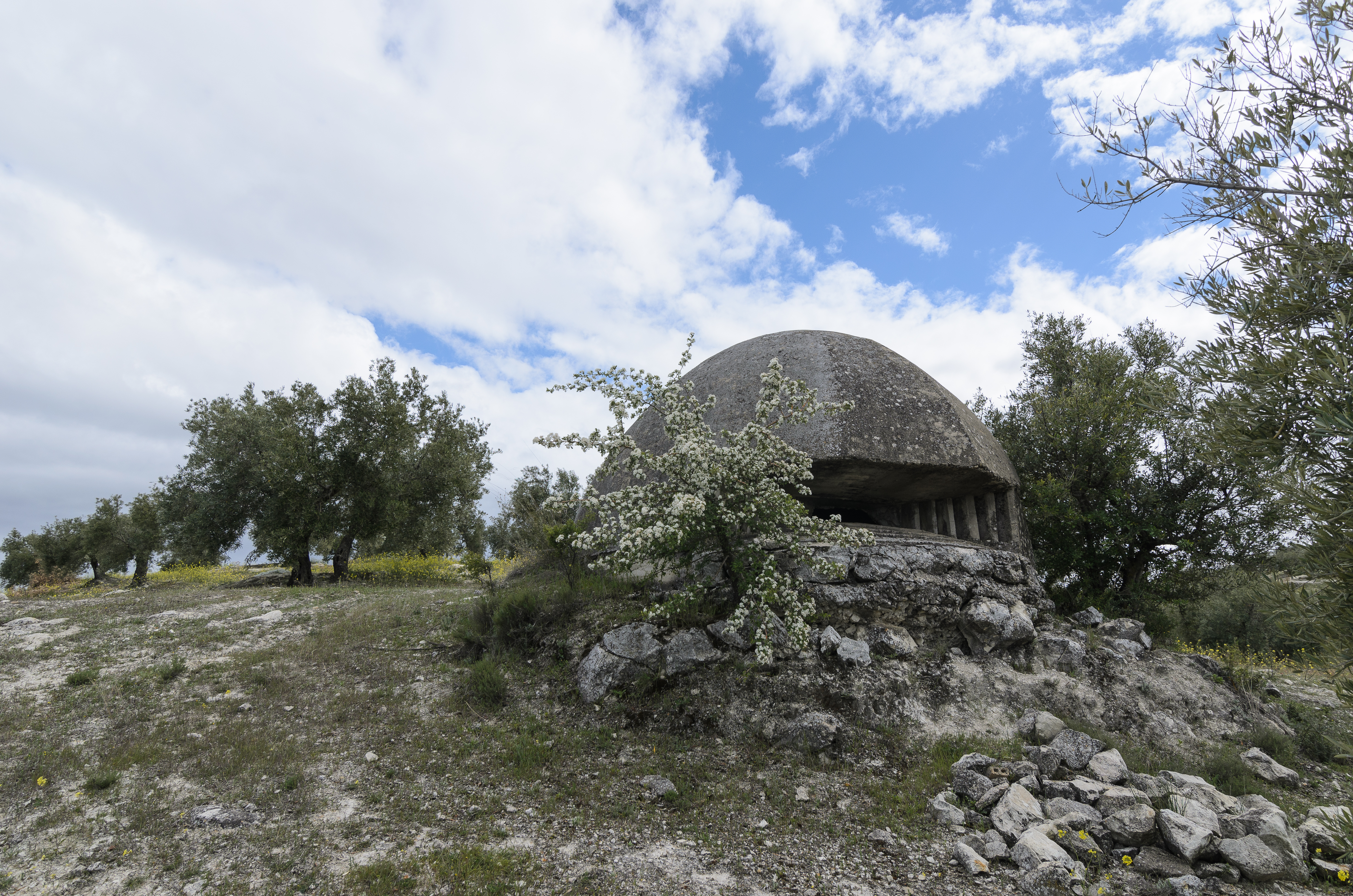
Vista exterior 4 de uno de los búnkeres de Albendín en abril de 2016.
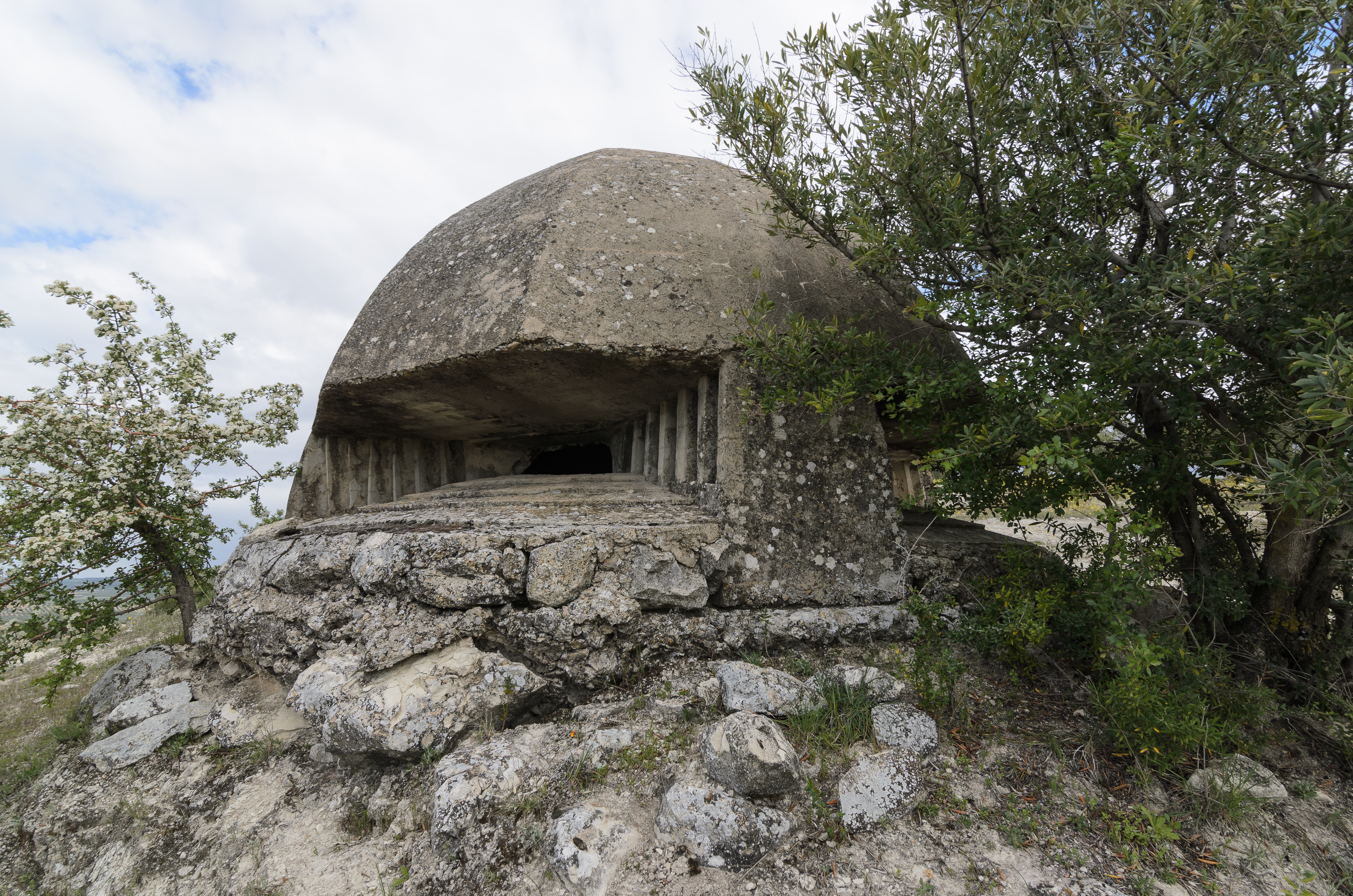
Vista exterior 5 de uno de los búnkeres de Albendín en abril de 2016.